# Leo von Abbema
Leo von Abbema (* 12. August 1852 in Düsseldorf; † 19. April 1929 ebenda) war ein deutscher Architekt, der von 1876 bis 1898 Partner im Düsseldorf Architekturbüro Tüshaus & von Abbema war.

## Leben und Wirken

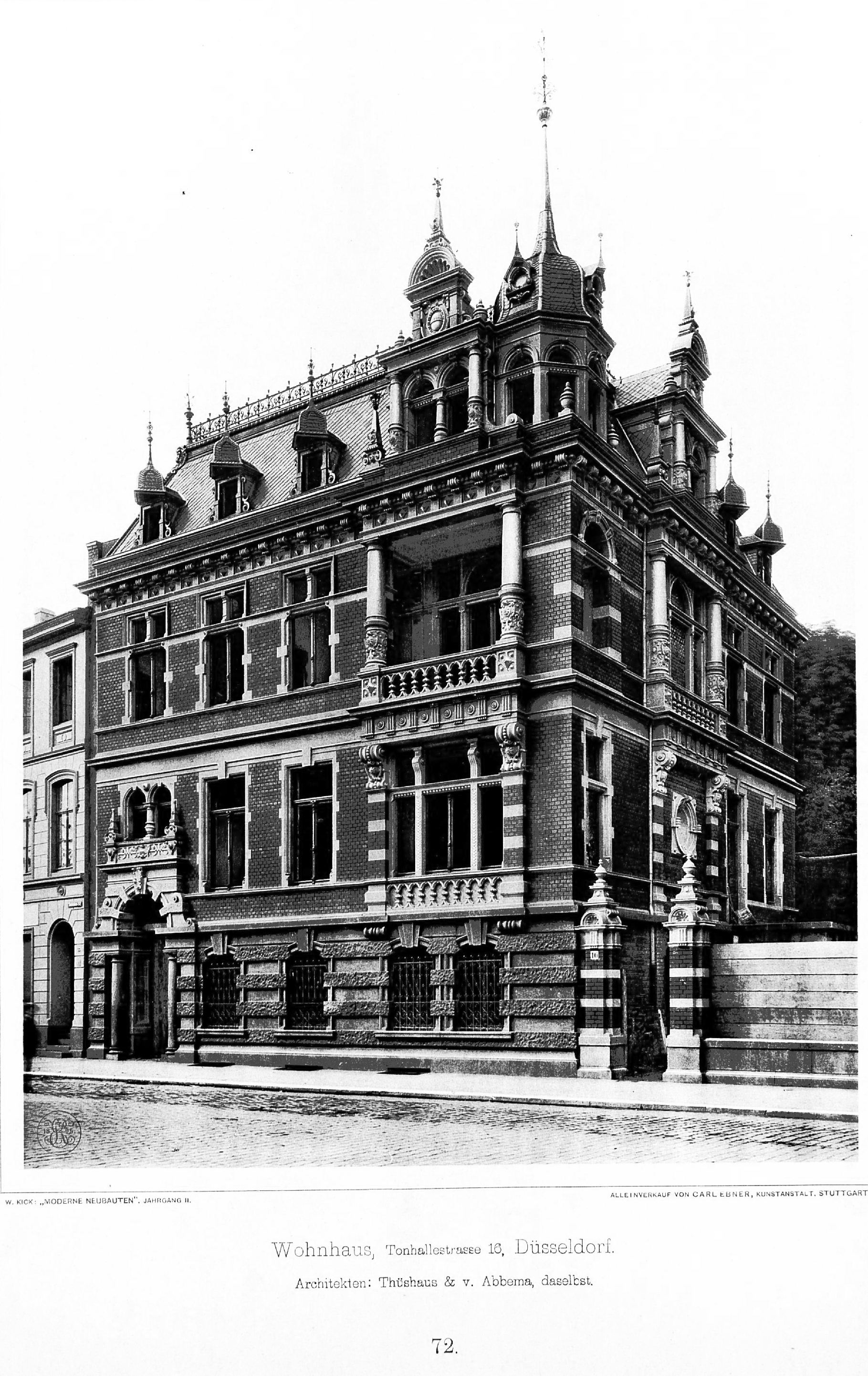
Wohnhaus Tonhallenstraße 16 in Düsseldorf

Von Abbema, Sohn des Kupferstechers Wilhelm von Abbema, wurde von 1870 bis 1875 im Atelier des Architekten August Rincklake in Düsseldorf ausgebildet. 1876 gründete er ein gemeinsames Architekturbüro mit seinem Schwager Bernhard Tüshaus. Einer ihrer ersten Entwürfe war ein Wohnhaus (1878) in der Alleestraße 26 in Düsseldorf. Auch die meisten ihrer anderen gemeinsamen Projekte waren Wohn- und Geschäftshäuser in Düsseldorf und Schlossbauten. Ihre Firma gehörte zu Ende des 19. Jahrhunderts zu den führenden Architektenbüros des Rheinlandes.
Später fertigten Abbema und Tüshaus beispielsweise die Entwürfe (1880) für Schloss Ahrenthal (Graf von Spee) bei Sinzig, den grundlegenden Entwurf (1892) für Schloss Drachenburg bei Königswinter, den Entwurf (1892) für den geplanten Wiederaufbau des Schlosses Esterhazy (Graf Nikolaus Esterhazy) bei Tata (Ungarn), für die deutsch-reformierte Kirche in Magdeburg, die katholische Kirche an der Hardt in Elberfeld (heute Wuppertal), die Wohnhäusergruppen in der verlängerten Gartenstraße und in der Rubensstraße sowie für ein Wohn- und Geschäftshaus (1891) in der Flingerstraße 22/26. Das Wohnhaus des Joseph Losenhausen in der Düsseldorfer Tonhallenstraße 16 wurde vor 1895 erbaut und war auf zwei Seiten von dem Garten der Alten Tonhalle umschlossen; es ist wie ihre anderen Düsseldorfer Bauten heute nicht mehr erhalten. So wie auch die Markthalle, eine Glaspassage mit permanenten Geschäften für Lebensmittel und Haushaltsgegenstände, mit Zugang vom Marktplatz Nr. 6 bis hin zur Rheinstraße.
Im Jahre 1880 war Abbema unter dem Vorsitz des Malers Ernst Hartmann mit Georg Oeder, Vincent Stoltenberg Lerche, Johannes Radke und Fritz Roeber in der Dekorations-Kommission der Gewerbe-Ausstellung für Rheinland, Westfalen und benachbarte Bezirke und führte mit Tüshaus einige Entwürfe aus. Im Mai 1884 heiratete er die Düsseldorferin Elisabeth Zengerly. Leo von Abbema war Mitglied des Architekten- und Ingenieurvereins Düsseldorf.

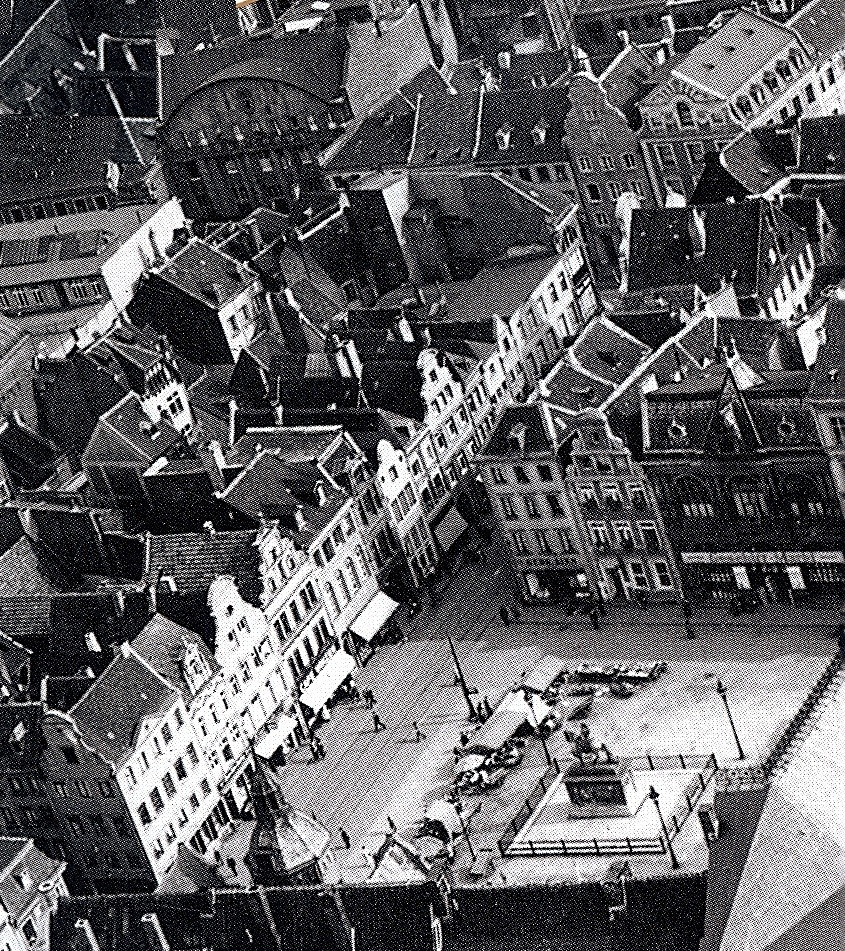
Zugang Markthalle, Gebäude rechts neben der ehemaligen Rathaus-Apotheke, heute Verwaltungsgebäude, Marktplatz 6

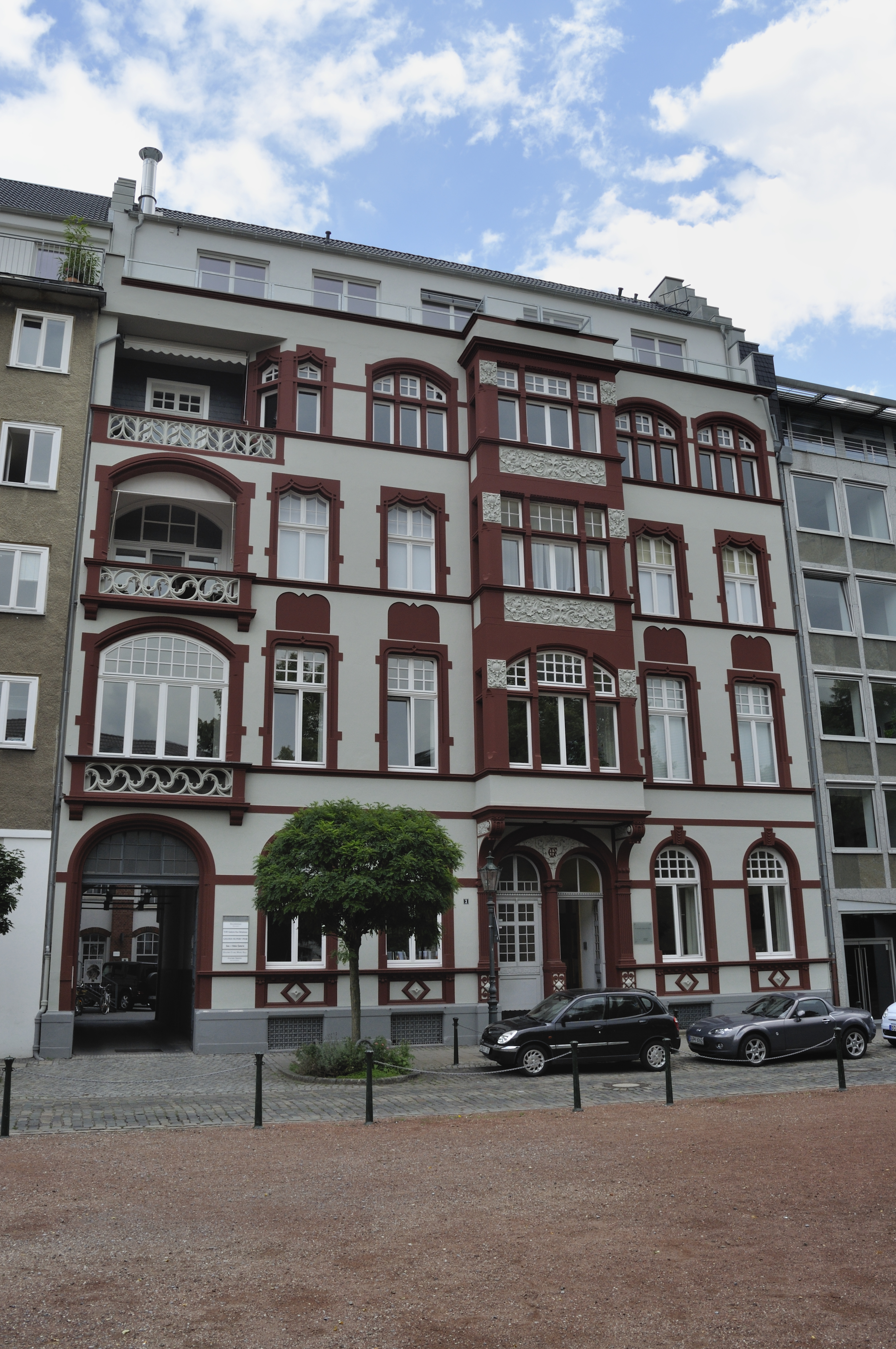
Poststraße 3

Nach der Trennung von Tüshaus im Jahr 1898 entwarf Leo von Abbema u. a. das Haus der Bürgergesellschaft in Düsseldorf. Um 1904/05 erbaute er das markant-verspielte Haus im Stil der Neugotik an der Poststraße 3 in Düsseldorf, das im Zweiten Weltkrieg beschädigt wurde. Bei der Restaurierung wurde auf einen straßenseitigen Giebel verzichtet und man findet heute stattdessen ein zurückgesetztes Dachgeschoss vor. 1907 baute Abbema in Oberkassel für sich, neben dem sogenannten „Brückenschlösschen“ von 1905, das Haus am Luegplatz 2 im Stil der Neurenaissance, das seit 1984 unter Denkmalschutz steht.